# Acyphoderes acutipennis
Acyphoderes acutipennis là một loài bọ cánh cứng trong họ Cerambycidae.